# 한일공동승차권
한일공동승차권 또는 일본측 명칭 일한공동승차권(일본어: 日韓共同きっぷ)은 한때 대한민국의 한국철도공사 (코레일, 2004년까지 대한민국 철도청)과 일본의 JR 여객 각 회사·관부 훼리·JR 큐슈 고속선·미래고속의 제휴에 의해 판매 있던 특별 기획 승차권이다. 대한민국의 서울역과 일본 내의 주요역을 열차와 배로 환승하는 경로가 설정되어 있었다.

## 역사
발안자는 오사카에 거주하는 치과 의사였던 다카가키 유지로였다. 다카가키는 1949년 한신빌딩 별관, 1953년 오사카역 앞 제일 생명빌딩에 진료소를 개설하고 역전에서 업무했기 때문에 일본 국철 관계자와의 인맥이 있어 국철 이용자 간담회에서 봉사했다. 또 1967년부터 자주 대한민국을 방문했다. 한 장의 티켓으로 한일을 맺는 아이디어를 다카가키가 제안하자 대한민국과 일본 양측의 교통·철도 관계자로부터 지지를 얻었다. 1988년 6월 30일, JR 서일본 사장이 한국 철도청을 방문하여 한일공동승차권 발매 계약을 맺었다.
1988년에는 서울 올림픽이 개최되어 일본에서 대한민국으로의 여행자가 급증해 항공권 수배가 어려워진 것을 구제하는 명목으로 같은 해 7월부터 판매가 시작되었다. 당초 일본 측에서는 JR 서일본과 JR 규슈에서만 판매되었지만, 1990년부터 모든 JR 여객 각 회사에서 판매되게 되었다.
2006년 3월 17일에 JR 홋카이도 (삿포로 시내 발착)가, 3월 31일에 JR 동일본 (도쿄도 구내 발착)이 각각 판매를 종료했다. 나머지 회사 (도카이·서일본·시코쿠·규슈)도 2015년 6월 30일로 판매를 종료했다.

## 승차권 상세
KTX의 운임이 약 30%, 일본의 JR의 운임이 9 - 30% 정도 할인이 되었다.